# Ringgold megye
Ringgold megye az Amerikai Egyesült Államokban, azon belül Iowa államban található. Megyeszékhelye és legnagyobb városa Mount Ayr. Lakosainak száma 4663 fő (2020. április 1.). Ringgold megye Union, Harrison, Worth, Adams, Clarke, Taylor és Decatur megyékkel határos.

## Népesség
A megye népességének változása:
| Lakosok száma | 5131 | 5110 | 5102 | 5072 | 5068 | 4663 |
|               | 2010 | 2011 | 2012 | 2013 | 2015 | 2020 |